# Arthur Eddington
Pour les articles homonymes, voir Eddington.
Arthur Stanley Eddington, né à Kendal (Cumbria, Angleterre du Nord-Ouest) le 28 décembre 1882 et mort à Cambridge le 22 novembre 1944 à l'âge de 61 ans, est un astrophysicien britannique, l'un des plus importants du début du XXe siècle. C'est lui qui met en évidence la limite qui porte son nom, correspondant à la luminosité maximale que peut avoir une étoile d'une masse donnée sans commencer à perdre les couches supérieures de son atmosphère.
Il est surtout connu pour ses travaux sur la théorie de la relativité et la flèche du temps. C'est par l'intermédiaire de l'un de ses articles, Report on the relativity theory of gravitation, que les scientifiques anglophones ont découvert la théorie de la relativité générale d'Albert Einstein. En effet, du fait de la Première Guerre mondiale, les travaux allemands n'étaient pas ou peu diffusés dans le reste du monde.[réf. nécessaire]

## Biographie
Eddington est issu d'une famille quaker. Resté célibataire, il se montre très tôt doué pour les mathématiques. Il remporte plusieurs prix et reçoit des bourses qui lui permettent de financer ses études au Trinity College (Cambridge) ; en 1904, il est le premier étudiant de deuxième année à se classer Senior Wrangler au Tripos de mathématiques. En 1905, il entreprend des recherches au laboratoire Cavendish, suivies de recherches en mathématiques qu'il arrête rapidement. Fin 1905, il est nommé à un poste à l'observatoire royal de Greenwich, où il participe à un projet de recherche commencé en 1900, lorsque des plaques photographiques de l'astéroïde (433) Éros sont prises pendant une année entière. La première tâche assignée à Eddington est d'achever l'analyse de ces plaques et de déterminer précisément la valeur de la parallaxe solaire. En 1906, il commence son étude statistique du mouvement des étoiles et, l'année suivante, il gagne un prix pour un essai qu'il écrit sur le sujet.
En décembre 1912, à la mort de George Darwin (fils de Charles Darwin), Eddington est nommé pour le remplacer comme titulaire de la chaire de professeur plumien d'astronomie et de philosophie expérimentale de l'université de Cambridge. Eddington devient le directeur de l'observatoire de Cambridge, prenant ainsi la responsabilité de l'astronomie théorique et expérimentale à Cambridge.

## Travaux
Pendant la Première Guerre mondiale, Eddington, qui est quaker et pacifiste, refuse de servir dans l'armée et demande à effectuer un service alternatif, chose impossible à l'époque. Des amis scientifiques interviennent en sa faveur pour le relever de ses obligations militaires en plaidant son importance pour la science. En 1915, il reçoit par l'intermédiaire de la Royal Astronomical Society les articles sur la relativité générale d'Einstein et de de Sitter. Il commence alors à s'intéresser à ce sujet, notamment parce que cette nouvelle théorie pouvait fournir une explication à l'excès inexpliqué de l'avance du périhélie de Mercure.

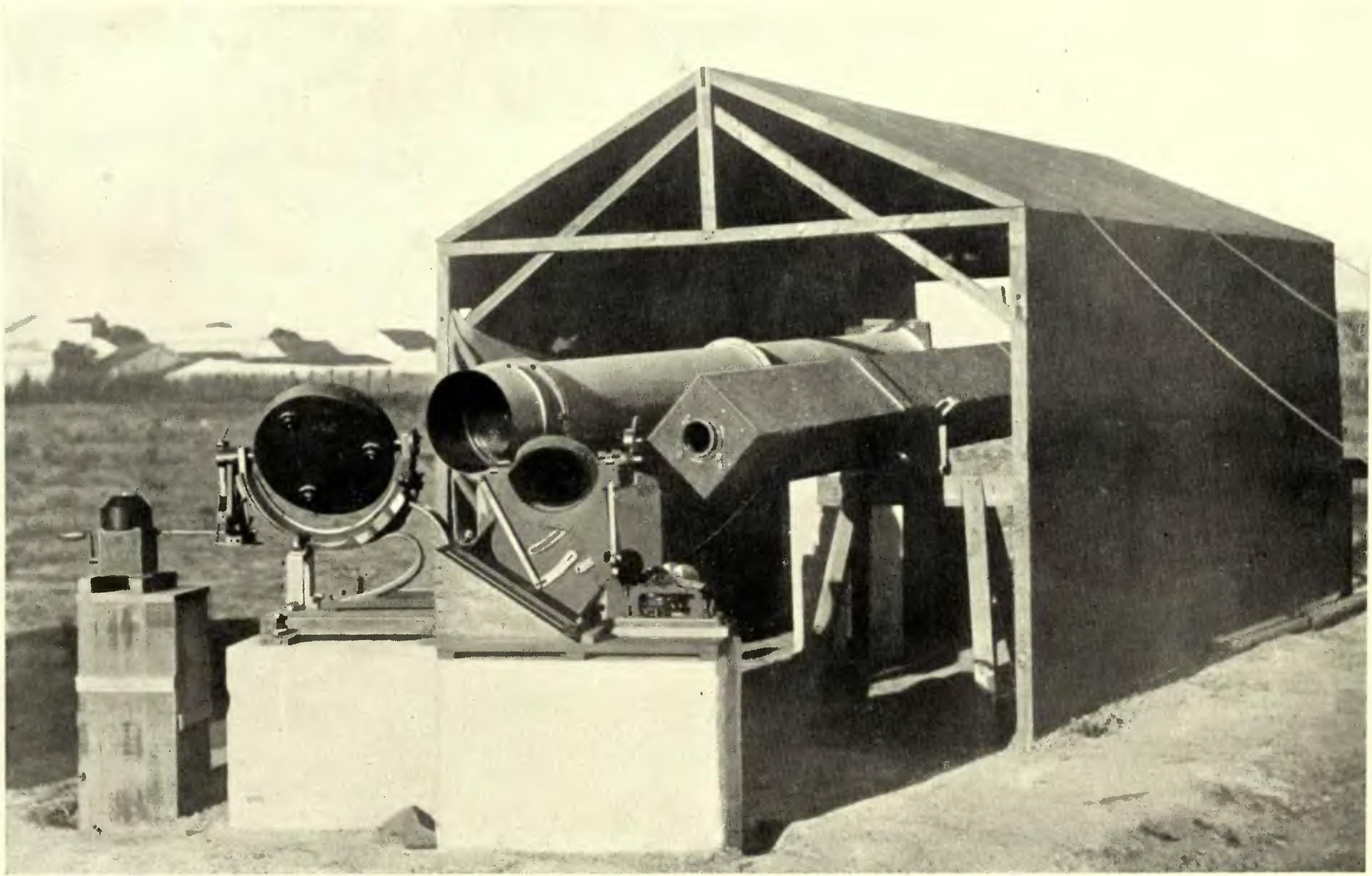
Instrument utilisé par Eddington durant l'éclipse.

Après la guerre, Eddington part pour Sao Tomé-et-Principe, où une éclipse de soleil totale est visible, le 29 mai 1919. Selon la relativité générale, une étoile visible à proximité du Soleil devrait apparaître à une position légèrement plus éloignée de celui-ci parce que sa lumière devrait être légèrement déviée par l'action de la gravitation exercée par la masse du Soleil. Cet effet n'est observable que pendant une éclipse totale de soleil, car sinon la lumière du Soleil empêche d'observer l'étoile en question. Durant l'éclipse, Eddington prend plusieurs photographies des régions situées autour du Soleil. La météo est mauvaise et les plaques photographiques de mauvaise qualité et difficiles à mesurer. Il annonce que les résultats sont conformes à la théorie d’Einstein et note dans son carnet : « […] une plaque que j'ai mesurée donnait des résultats en accord avec Einstein »[réf. nécessaire]. Grâce à cette expérience, Einstein devient célèbre du jour au lendemain. Ce résultat, dont l'exactitude est mise en cause, fournit la première confirmation de la théorie de la relativité. Le fait qu'une théorie allemande ait été vérifiée par un Anglais un an après la Première Guerre Mondiale, fait office de symbole en faveur de la paix.

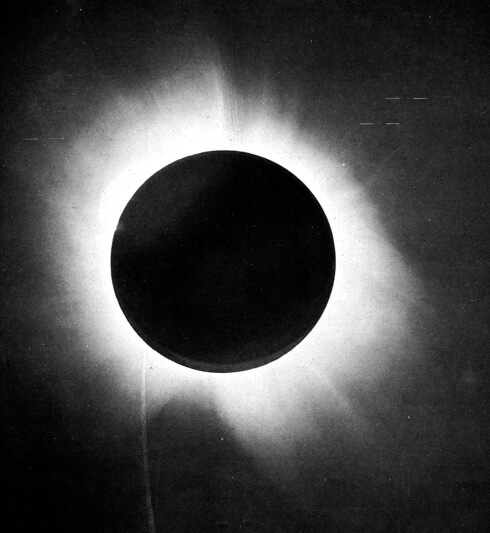
L'éclipse du 29 mai 1919, cliché d'Eddington.

En 1980, les philosophes des sciences John Earman et Clark Glymour (en) affirment qu'Eddington a biaisé la sélection des données qu'il a recueillies ; leur propos est repris en 1993 par Harry Collins et Trevor Pinch. En revanche, l'expérience est validée par le physicien Daniel Kennefick. Celui-ci souligne que l'analyse nuancée d'Earman et Glymour a été instrumentalisée pour répandre l'idée selon laquelle la théorie de la relativité n'a obtenu de succès que par la grâce de la diplomatie (Eddington souhaitant mettre fin à la mise au ban des scientifiques allemands), voire pour répandre la défiance à l'égard des scientifiques. Le physicien Stephen Hawking commente en 1988 dans son ouvrage Une brève histoire du temps que ce genre de faux bon résultat est courant quand on sait à quoi s’attendre. Comme d’autres mesures avaient entre-temps confirmé la déviation de la lumière, la validité de la relativité générale n’en fut pas ébranlée.
Eddington étudie aussi l'intérieur des étoiles et calcule leur température en se basant sur l'énergie nécessaire à contrer la pression exercée par les couches proches de la surface.
Ce faisant, il découvre la relation masse-luminosité (en) des étoiles. Il calcule aussi l'abondance en hydrogène et élabora une théorie expliquant la pulsation des variables céphéides. Le fruit de ses recherches est contenu dans son ouvrage The Internal Constitution of Stars (1926).
En 1920, sur la base des mesures précises des atomes effectuées par Francis Aston, il est le premier à suggérer que la source d'énergie des étoiles provenait de la fusion nucléaire de l'hydrogène en hélium.
« Une étoile tire son énergie d'un vaste réservoir d'une manière qui nous est inconnue. Ce réservoir peut difficilement être autre que l'énergie subatomique qui, comme nous le savons, est abondante dans toute matière. Nous rêvons parfois que l'homme puisse un jour apprendre à la libérer et à l'utiliser à son service. Le réservoir est presque inépuisable à condition de pouvoir l'exploiter. Il y en a suffisamment dans le soleil pour maintenir sa production énergétique pendant 15 milliards d'années.
Certaines données physiques acquises au cours de l'année écoulée [...]  rendent pour moi possible qu'une partie de l'énergie subatomique soit libérée dans les étoiles. Les expériences de F.W. Aston semblent ne laisser aucun doute sur le fait que tous les éléments sont constitués d'atomes d'hydrogène liés ensemble avec des électrons négatifs. Le noyau de l'atome d'hélium, par exemple, se compose de 4 atomes d'hydrogène liés à 2 électrons.  Mais Aston a aussi montré de façon convaincante que la masse de l'atome d'hélium est moindre que la somme des masses des 4 atomes d'hydrogène qui le constituent. Et les chimistes sont totalement d'accord avec lui. Il y a une perte de masse dans la synthèse qui s'élève à environ 1 partie pour 120, la masse atomique de l'hydrogène étant 1,008 et celle de l'hélium étant exactement 4 [...]  La masse ne peut pas être annihilée et la différence ne peut que représenter la quantité d'énergie électrique libérée dans la transmutation. On peut donc immédiatement calculer la quantité d'énergie libérée quand l'hélium est créé à partir de l'hydrogène. Si 5% de la masse d'une étoile sont constitués initialement d'hydrogène, qui sont graduellement combinés pour former des éléments plus complexes, la chaleur libérée sera plus que suffisante pour répondre à notre demande, et on n'a pas besoin d'aller chercher plus loin la source de l'énergie des étoiles. »
Cette hypothèse se révèle correcte, mais suscite un long débat avec James Jeans acquis à l'idée de Lord Kelvin pour qui cette énergie provenait de la contraction de l'étoile sur elle-même.
Des années 1920 jusqu'à sa mort, il se concentre de plus en plus sur ce qu'il appelle sa théorie fondamentale, dont le but est l'unification de la théorie quantique, de la théorie de la relativité et de la gravitation, qui se base essentiellement sur une analyse numérologique des rapports adimensionnels entre constantes fondamentales. À un moment, Eddington pense — à partir d'arguments esthétiques et numérologiques — que la constante de structure fine, qui avait été mesurée comme valant environ 1/136, valait exactement 1/136.
Des mesures plus récentes montrent que ce n'est pas le cas, la valeur actuelle étant estimée à 1/137,035 999 76(50). Lorsqu'en 1938 d'autres mesures semblent montrer que la valeur est plus proche de 1/137, il trouve une explication reliant 137 au « nombre d'Eddington », son estimation du nombre « exact » d'électrons dans l'Univers : « I believe there are 15,747,724,136,275,002,577,605,653,961,181,555,468,044,717,914,527,116,709,366,231,425,076,185,631,031,296 protons in the Universe and the same number of electrons. » (« Je pense qu'il y a 15 747 724 136 275 002 577 605 653 961 181 555 468 044 717 914 527 116 709 366 231 425 076 185 631 031 296 protons dans l'Univers et le même nombre d'électrons. ») Ses hypothèses sont toutefois considérées comme hasardeuses par ses pairs.
Eddington est anobli en 1930. Il reçoit l'ordre du mérite en 1938. Il est membre de la Royal Society, de la Royal Society of Edinburgh, de la Royal Irish Academy, de la National Academy of Sciences, ainsi que de nombre d'autres sociétés scientifiques.
Un cratère lunaire est nommé d'après lui, ainsi que l'astéroïde (2761) Eddington.
Eddington a su populariser la science en écrivant de nombreux livres destinés aux profanes. Il est connu aussi pour avoir popularisé en anglais l'apologue d'Emile Borel (Le Hasard, éd. Alcan, 1914) des « singes dactylographes » (Infinite Monkey Theorem en anglais) en 1929 avec la phrase : « Si une armée de singes tapait sur des machines à écrire, ils pourraient écrire tous les livres du British Museum. »
Alors qu'il était commun d'entendre dire que les calculs de la relativité d'Einstein étaient si compliqués que « seuls trois physiciens seraient capables de les effectuer », A. Eddington aurait alors déclaré : « Je me demande qui est le troisième ».

## Distinctions
- 1923 : Médaille d'or de la Astronomical Society of the Pacific, de la Royal Astronomical Society et de la National Academy of Washington
- 1928 : Prix Jules-Janssen et médaille d'or de la Royal Society
- 1930 : Chevalier[6]

## Œuvres
- 1914: Stellar Movements and the Structure of the Universe, Londres.
- 1918: Report on the relativity theory of gravitation, Londres.
- 1920: Space, Time and Gravitation: An Outline of the General Relativity Theory, Cambridge University Press.  (ISBN 0-521-33709-7)
- 1920: Le chapitre XII de Space, Time, Gravitation (Eddington) en ligne et commenté sur le site bibnum
- 1921: Espace, temps et gravitation, d'Arthur Eddington, introduction de Paul Langevin.
- 1923, 1952: The Mathematical Theory of Relativity, Cambridge University Press.
- 1925: The Domain of Physical Science, réédition en 2005.  (ISBN 1-4253-5842-X)
- 1926: Stars and Atoms, Oxford.
- 1926: The Internal Constitution of Stars, Cambridge University Press.  (ISBN 0-521-33708-9)
- 1928: The Nature of the Physical World, 1935, 1981.  (ISBN 0-8414-3885-4),  (ISBN 0-472-06015-5)
- 1929: Science and the Unseen World, Macmillan, Allen and Unwin, 1980.  (ISBN 0-8495-1426-6),  (ISBN 1-4179-1728-8),  (ISBN 978-0-901689-81-8).
- 1930: Why I Believe in God: Science and Religion, as a Scientist Sees It
- 1933: The Expanding Universe: Astronomy's Great Debate, 1900-1931, Cambridge University Press.  (ISBN 0-521-34976-1).
- 1935: New Pathways in Science, Cambridge University Press.
- 1936: Relativity Theory of Protons and Electrons, Cambridge University Press.
- 1939: Philosophy of Physical Science, Cambridge University Press.  (ISBN 0-7581-2054-0)
- 1946: Fundamental Theory, Cambridge University Press.

### Filmographie
- 2008 : Einstein et Eddington réalisé par Philip Martin